# Gombosszeg
Gombosszeg ist eine ungarische Gemeinde im Kreis Zalaegerszeg im Komitat Zala.

## Geografische Lage
Gombosszeg liegt gut 13 Kilometer südwestlich des Komitatssitzes und der Kreisstadt Zalaegerszeg, an dem Fluss Cserta. Nachbargemeinden sind Becsvölgye, Petrikeresztúr und Nagylengyel.

## Geschichte
Im Jahr 1913 gab es in der damaligen Kleingemeinde 31 Häuser und 186 Einwohner auf einer Fläche von 165 Katastraljochen. Sie gehörte zu dieser Zeit zum Bezirk Nova im Komitat Zala.

## Sehenswürdigkeiten
- Hölzerner Glockenturm (Fa harangláb)

## Persönlichkeiten
In der Gemeinde wohnt seit 1984 der Schriftsteller Péter Nádas.

## Verkehr
Durch Gombosszeg verläuft die Landstraße Nr. 7414. Es bestehen Busverbindungen nach Zalaegerszeg und nach Lenti. Der nächstgelegene Bahnhof befindet sich in Zalaegerszeg.